# Lomaptera limbata
Lomaptera limbata är en skalbaggsart som beskrevs av Heller 1895. Lomaptera limbata ingår i släktet Lomaptera och familjen Cetoniidae. Inga underarter finns listade i Catalogue of Life.